# 皮胆虫
皮胆虫（学名：Picozoa，Picobiliphytes或Picobiliphyta）是一类水生单细胞异养真核生物，尺寸小于约3微米。第一种被明确归为此类的生物是Picomonas judraskeda。他们可能属于原始色素体生物，并作为红藻的姊妹群。
此类生物曾被认为是光合自养生物，因为在其体内发现了二次内共生的残余核，但后续的研究否定了这种看法。